# Han Wudi
Wudi (chiń. upr. 汉武帝; chiń. trad. 漢武帝; pinyin Hàn Wǔdì; dosł. Cesarz Waleczny; ur. 156, zm. 87 p.n.e.) – cesarz chiński z dynastii Han panujący w okresie 141–87 p.n.e.

## Początki władzy
Han Wudi był dziesiątym synem cesarza Jingdi i jego ulubionej konkubiny – Wang Zhi. Otrzymał imię Liu Zhi, zmienione później na Liu Che. W wieku 15 lat, po śmierci ojca objął władzę nad Chinami. Przyjął wtedy imię Wu. W pierwszych latach panowania Han Wudi realna władza spoczywała w rękach babki i matki młodego cesarza. Babka Han Wudi – wielka cesarzowa-wdowa Dou – aktywnie zwalczała wrogie stronnictwo konfucjanistów, którzy próbowali zmniejszyć jej wpływy na dworze.

## Ekspansywna polityka zagraniczna
Mimo działalności krewnych cesarz zaczął podejmować samodzielne decyzje związane z polityką zagraniczną. W 138 r. p.n.e. udzielił militarnego wsparcia królestwu Donghai, które walczyło z królestwem Minyue. Podobnie w 135 r. p.n.e. o pomoc zwróciło się królestwo Nanyue, zaatakowane przez Minyue. W obliczu ponownego starcia z cesarzem arystokracja Minyue zamordowała swojego króla, a władzę objął marionetkowy władca.
Kolejnym celem było pokonanie północnego sąsiada – koczowniczych plemion Xiongnu. Dotychczas, aby zapewnić przyjazne relacje z Xiongnu, stosowano system zwany heqin, polegający na zawieraniu małżeństw, które miały umacniać relacje między sąsiadującymi państwami. Mimo tych mariaży Xiongnu nadal najeżdżali przygraniczne obszary cesarstwa Chin. Przed rozpoczęciem działań zbrojnych przeciwko Xiongnu cesarz planował zawarcie sojuszu ze skonfliktowanymi z nimi Yuezhi. Próba pozyskania sojusznika zakończyła się fiaskiem, jednak nie przekreśliło to planów cesarza. W 133 r. p.n.e. Han Wudi wysłał wojska przeciwko Xiongnu, rozpoczynając tym samym wojnę, która zakończyła się sukcesem dopiero po jego śmierci, kiedy wojska chińskie zwyciężyły w bitwie pod Jushi. 
Han Wudi zajął Mandżurię w roku 128 p.n.e. oraz królestwa północnej i środkowej Korei (109–106 p.n.e.). 

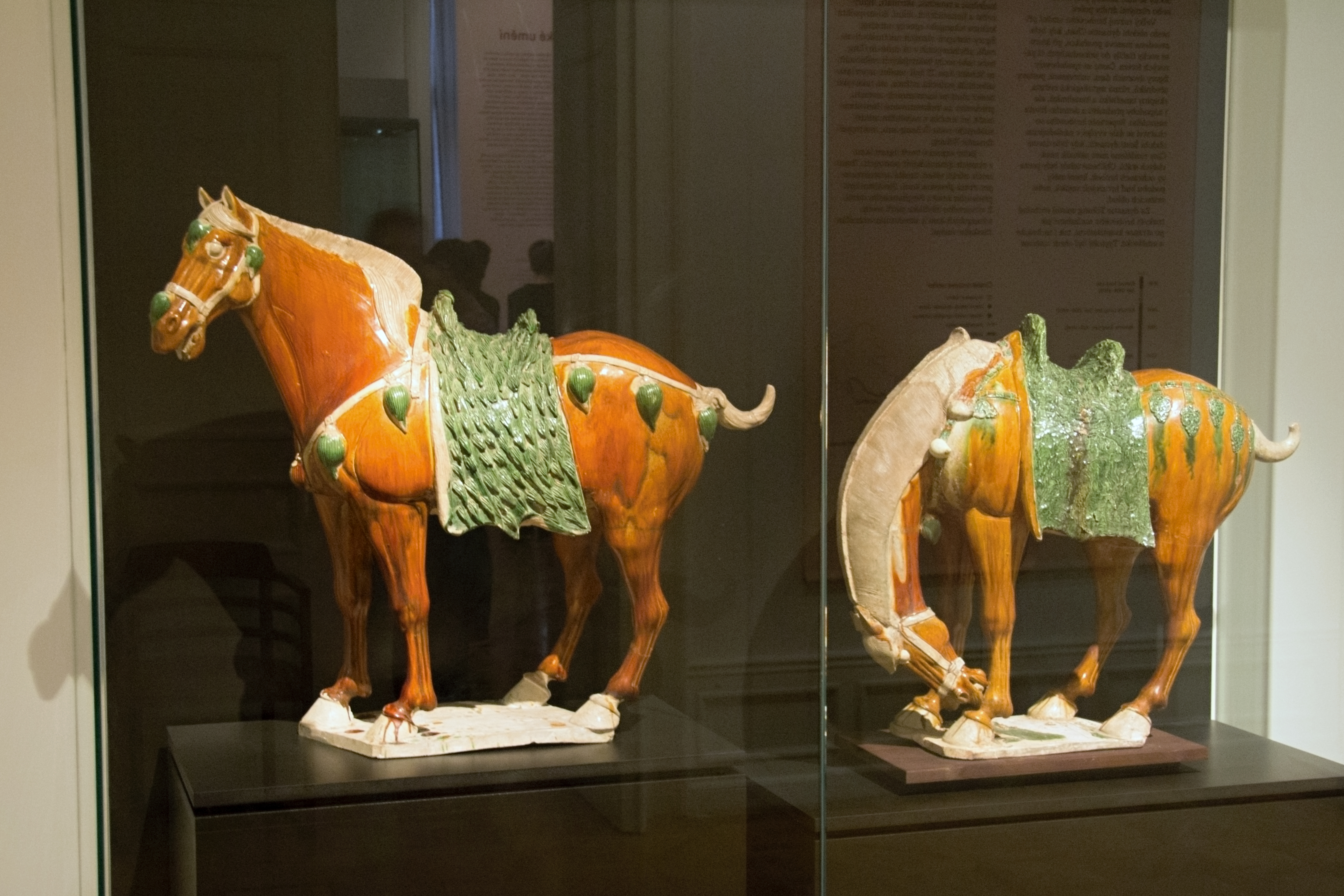
Ceramiczne figury koni fergańskich

W 104 r. p.n.e. pod wodzą generała Li Guangli chińska armia najechała Dayuan w Kotlinie Fergańskiej. Oficjalnym powodem ekspansji była chęć pozyskania przez cesarza koni fergańskich, zwanych niebiańskimi końmi. Pierwsze osobniki sprowadził powracający z niewoli Xiongnu Zhang Qian. Han Wudi wysłał prośbę do króla Dayuan o sprzedaż niebiańskich koni. Oferta została odrzucona, co zaowocowało przygotowaniami Chin do pozyskania koni zbrojnie. Pierwsza ekspedycja zakończyła się niepowodzeniem, pokonana armia Li Guangli wycofała się do Dunhuangu. W 102 r. p.n.e. odbyła się druga kampania wojenna przeciwko Dayuan. Zakończyła się sukcesem, a pokonany władca zmuszony został do corocznego wysyłania na dwór cesarski trybutu w postaci dwóch niebiańskich koni.

## Polityka wewnętrzna
W celu ograniczenia wpływów rodów arystokratycznych Han Wudi wprowadził w roku 127 p.n.e. zasadę podziału ziem wśród wszystkich synów. Wprowadził również nowe podatki handlowe i państwowy monopol na sól i żelazo (119 r. p.n.e.), odlewanie monet miedzianych i alkohol (98 r. p.n.e.).
Wprowadził również zasadę niánhào nazywania er przez cesarzy. Od tej pory lata były oznaczane kolejnym rokiem panowania danego cesarza. Dodatkowo cesarz mógł nadawać nazwy poszczególnym okresom swojego panowania. Wudi w okresie swojego panowania nadał nazwy jedenastu erom.

## Śmierć
W 88 r. p.n.e. cesarz poważnie zachorował. Jego naturalny następca, najstarszy syn książę Ju padł ofiarą pałacowych intryg, które zakończyły się śmiercią jego oraz jego bliskich. Wudi uczynił następcą najmłodszego z synów – księcia Liu Fuling, który po objęciu rządów przyjął imię Zhaodi. Mając w pamięci początki własnego panowania, w których realną władzę posiadały jego babka i matka, Wudi ustanowił regentem Huo Guanga. Matka księcia – Zhao Jieyu – miała zostać stracona, by jako cesarzowa-wdowa nie zyskała zbyt dużego wpływu na rządzenie Chinami. Han Wudi zmarł rok później, w 87 r. p.n.e..